# 古夫兰·贝勒希尔
古夫兰·贝勒希尔（阿拉伯語：غفران بالخير，2001年8月11日—），突尼斯女子举重运动员，2018年夏季青年奥运会女子58公斤级金牌得主、2021年世界举重锦标赛女子55公斤级金牌得主、2022年地中海运动会女子59公斤级挺举金牌得主。